# Drapeau de Winnipeg
Le drapeau de Winnipeg est adopté le 1er octobre 1975 pour représenter la ville de Winnipeg, capitale de la province du Manitoba. Le drapeau avec son écusson est utilisé comme symbole officiel de la ville à des fins cérémonielles, tandis que le drapeau avec logo et texte (adopté en 2001) est utilisé à des fins promotionnelles, pour faire connaître la ville.  

## Description et signification
Au centre du drapeau se trouvent une version modifiée des armoiries de la ville, positionnées sur un cercle blanc. Un triangle bleu est positionné en haut à gauche et un triangle jaune en bas à droite, les deux couleurs étant séparées par une bande diagonale blanche. Le bleu représente le ciel bleu clair de Winnipeg et l'or un champ de blé, la principale activité économique de la ville lors de sa fondation. 
Les couleurs et la symbolique sont ainsi similaires à celles du drapeau de l'Ukraine.
Les armoiries de la ville se composent d'une figure en forme de blason pointu, aux contours couleur sable. Il est divisé en deux : la partie supérieure au fond bleu clair, portant treize étoles couleur sable et la partie supérieure au fond vert, sur lequel est représentée une fleur de Crocus. Au-dessus du blason figure le Fort Garry vu de trois quarts. Deux rubans entourent ce blason : un ruban au fond bleu au-dessus sur lequel est écrit « City of Winnipeg » et un au fond blanc en-dessous où figure l'expression latine « Unum Cum Virtute Multorum » (« Un avec le pouvoir de plusieurs »).

## Histoire
Alors qu'aucune couleur officielle n'a jamais été officiellement adoptée par la ville, le bleu et le jaune sont choisis comme couleurs officielles pour les célébrations du centenaire de la fondation de Winnipeg en 1973. Le drapeau officiel est choisi lors d'un vote du conseil municipal le 1er octobre 1975 et est enregistré comme marque déposée le 7 avril de l'année suivante. 
Aucune sélection n'est organisée pour trouver le meilleur drapeau, celui-ci est créé en interne. Aucun designer n'est connu pour sa conception.
Le drapeau de 2001 intègre également les deux couleurs, ainsi que le rouge et le blanc.

## Second drapeau
Le 18 janvier 2001, la ville de Winnipeg adopte un nouveau logo dans le cadre d'une initiative de marketing, adapté en un drapeau aux proportions de 1:2. Ce drapeau est utilisé à des fins promotionnelles, contrairement au drapeau officiel, mais il tend à remplacer le drapeau officiel, étant de plus en plus utilisé en tant que drapeau de la ville.
Le drapeau logo reprend les couleurs du drapeau officiel, ainsi que d’autres. Il comporte un champ bleu foncé (arrière-plan) avec « Winnipeg » écrit en lettres blanches avec empattement, centré dans le champ inférieur. Au-dessus des lettres se trouve un arc de couleur bleu moyen, au-dessus duquel se trouvent deux croissants : jaune à gauche, face à droite, et bleu foncé à droite, à l'intérieur du jaune, face à gauche. À l'intérieur de ce croissant se trouve un cercle rouge ou une gouttelette, censé symboliser le « cœur » de la communauté de Winnipeg et de ses habitants. Selon la ville, le logo, dans son ensemble, « ressemble à un soleil levant au-dessus de l'horizon et imite également la forme d'une silhouette bondissante ». 